# Рапопорт, Борис Наумович
Борис Наумович Рапопорт (27 октября 1922, Сороки — 14 февраля 2006, Киев) — советский и украинский художник, живописец-пейзажист.

## Биография
В 1927 году семья поселилась в Одессе. Учился в изостудии при Одесском Двирце пионеров у И. Ф. Хворостецкого и А. Я. Рубана. В 1937 году был репрессирован и расстрелян его отец Наум Фроимович Рапопорт, семья переехала в Киев, где Б. Н. Рапопорт продолжил обучение в художественной школе, которой руководил К. Д. Трохименко. В 1939 году его рисунки экспонировались на Международной художественной выставке в Нью-Йорке.
Учёба в Киевском художественном институте была прервана войной, во время которой Б. Н. Рапопорт служил в стройбате, а затем продолжил обучение в эвакуированном в Самарканд Киевском художественном институте. В 1944 году в составе бригады художников выезжал на фронт, работы этого периода экспонировались на выставке «Боевой путь 1-го Украинского фронта» в Вене. В 1946—1949 годах вновь учился на пейзажном отделении Киевского художественного института. В год окончания института его картина «Колхозная весна» была представлена на республиканской выставке и приобретена Государственным художественным музеем Украинской ССР. Член Союза художников УССР с 1950 года.
Среди пейзажей Бориса Рапопорта — «Над Днепром» (1949), «Тарасова гора» (1961), «Киевские каштаны» (1963), «Весна в Крыму» (1970), «Бабье лето» (1974), «Майский Крещатик» (1976), «Карпаты» (1986), «Армения» (1989), «Весна» (1990), «Зимний день» (1995), «Зимнее утро» (1996). 7 сентября 2017 года в Киеве прошла выставка «Под абажуром», на которой были представлены работы всех членов семьи художника.

## Семья
- Жена (с 1950 года) — Анна Львовна Файнерман (1922—1991), художница, вместе с которой он учился в художественном институте[3].
  - Дочери — художницы Елена Агамян и Любовь Рапопорт.